# Võlsi
Võlsi – wieś w Estonii, w prowincji Võru, w gminie Võru. 